# Tash Sultana
Taj Hendrix Sultana (Melbourne, Australia; 15 de junio de 1995), a quien se conoce artísticamente como Tash Sultana, es una persona multinstrumentista y profesional del canto y la composición de nacionalidad australiana.
Sultana creció en Melbourne y toca la guitarra desde los tres años, comenzando una carrera en la música a través de la música callejera. Con actividad musical en Bandcamp desde 2013, las grabaciones de Sultana se vieron millones de veces en YouTube en 2016. El EP de Sultana, Notion, se lanzó el 23 de septiembre de 2016, seguido de una gira mundial con entradas agotadas a principios de 2017.
Al año siguiente, Sultana tenía tres canciones votadas en el Hottest 100 of 2017 de Triple J: "Mystik" en el número 28, "Murder to the Mind" en el número 43, y su version de "Electric Feel" de MGMT en el número 78.

## Biografía
Nació y creció en Melbourne, Australia el 15 de junio de 1995. Es de ascendencia maltesa. Empezó su afición a la música tocando, a los tres años, la guitarra que le regaló su abuelo. Actualmente puede tocar 20 instrumentos, entre ellos la guitarra, bajo, saxofón, flauta, trompeta y percusión.   
Se dio a conocer en las calles de su ciudad con una guitarra eléctrica, un juego de amplificadores, cajas de efectos y loops transportados en un diablito. Lamentablemente, a los 17 años, Sultana pasó por un periodo de exploración y crisis existencial, lo que le llevó a insertarse en un medio de abuso de drogas, desarrollando un trastorno psicótico. Consumió variedad de drogas ilícitas, excepto la heroína. La última vez, tuvo una pésima experiencia con hongos alucinógenos. Puso bastantes hongos en un pedazo de pizza y tardó nueve meses en estabilizarse y desintoxicarse por completo.
Encontró la musicoterapia y descubrió que la respuesta había estado siempre ahí: la música era su pasión. De tal manera que consiguió alejar el dolor y crear música.
Cuando se rehabilitó, nadie le daba trabajo a causa de su pasado. Como es capaz de tocar más de diez instrumentos y posee una inaudita habilidad para el beatboxing y una envidiable colección de guitarras, comenzó su carrera. De tocar en las calles de Melbourne, pasó a encabezar los principales foros de Australia, Nueva Zelanda, Reino Unido y Europa.
No es indie pop, pero tampoco es rock alternativo. No es reggae, pero podría muy bien ser considerado una combinación de todos: nada menos que una estrella de rock inspirada Jam-Band. Uno de sus primeros éxitos fue ‘Jungle’ publicada inicialmente el 16 de septiembre, del 2016, y vuelta a lanzar en marzo de 2017 como el primer solo de su EP Notion.

## Carrera

### "Jungle" y videos caseros debusking
Incapaz de encontrar un trabajo regular, Sultana se dedicó a trabajar en las calles de Melbourne para ganarse la vida. De 2008 a 2012 fue vocalista de la banda Mindpilot con Patrick O'Brien, Emily Daye y David Herbert. Esta banda ganó varios concursos de Battles of the Bands en Melbourne. La banda se separó en 2012.
En 2016, Sultana compartió un video en las redes sociales de "Jungle" que obtuvo un millón de visitas en cinco días. En el mismo año, ganó el premio J al "Artista descubierto del año" y dos pistas fueron votadas en el Triple J Hottest 100 de 2016: "Jungle" (No. 3) y "Notion" (No. 32). Ambas son singles del EP Notion. Sultana actuó en el Woodford Folk Festival, Southbound y St Jerome's Laneway Festival. Sultana trabaja bajo la administración de Lemon Tree Music, con quien firmó en junio de 2016. 
Una grabación casera del sencillo JUNGLE (Live bedroom recording) ha ganado más de 141 millones de visitas. Sultana entró al estudio con la productora Nikita Miltiadou y comenzó a trabajar en el lanzamiento del EP Notion. En septiembre de 2016, lanzó el EP a través de su propio sello discográfico independiente, Lonely Lands Records. El EP alcanzó una posición máxima en el número 8 de las listas ARIA.

### 2016-2017: gira mundial del debut y singles
Debido al éxito de Notion, Sultana anunció una gira mundial que incluyó cientos de espectáculos en Australia, Europa, Nueva Zelanda y el Reino Unido. Su padre renunció a su trabajo para convertirse en su roadie. Trabajando con Miltiadou en abril de 2017, Sultana lanzó "Murder to the Mind", su primer sencillo desde el lanzamiento de Notion, el cual alcanzó el puesto 59 en la lista de singles australianos. Poco después del lanzamiento de "Murder to the Mind", a Sultana se le diagnosticó laringitis y se vio en la obligación de cancelar y posponer espectáculos en Australia.
En una entrevista de junio de 2017, Sultana le dijo a Fairfax que el lanzamiento del álbum debut está programado para abril de 2018, después de lo cual había planeado hacer una gira, grabar un segundo álbum, hacer una gira nuevamente y luego tomar un descanso y regresar a la vida normal. El 25 de julio de 2017 anunció el Homecoming Tour. Como parte de la gira, visitó Adelaide (Entertainment Centre), Sídney (Hordern Pavilion), Fremantle (Arts Centre), Margaret River (3 Oceans Winery), Melbourne (Margaret Court Arena) y Noosa (Noosa Sporting Grounds), con Pierce Brothers y Willow Beats como bandas teloneras.
En octubre de 2017 anunció el estreno de un nuevo sencillo, "Mystik", en Triple J. También en octubre, Sultana debutó en televisión en Late Night with Seth Meyers, interpretando "Jungle". Se le nominó a cuatro premios ARIA: Artista revelación, Mejor lanzamiento independiente, Mejor álbum de blues y raíces y Mejor acto australiano en vivo.
Después de la gira Homecoming Tour, Sultana continuó trabajando en su LP debut, Flow State, lanzado el 31 de agosto de 2018.

### 2018: Debut LP Flow State
El 13 de junio de 2018, Sultana envió un mensaje privado de Facebook a fanáticos seleccionados, con un video de un adelanto de un nuevo sencillo titulado "Salvation", acompañado de imágenes en el estudio. En junio de 2018 anunció que el nuevo single se estrenaría en Triple J el 21 de junio y se lanzó el 22 de junio.
El 21 de junio de 2018 anunció la futura fecha de lanzamiento del álbum, 31 de agosto, y puso a disposición los pedidos anticipados. Sultana también anunció la lista de canciones del álbum, incluidas las canciones ya publicadas "Mystik", "Murder To The Mind", "Harvest Love" y "Free Mind".
El álbum fue lanzado el 31 de agosto de 2018 y se ubicó en el número 2 en las listas de álbumes de ARIA.

### 2019: Flow State Tour, "Can't Buy Happiness", "Daydreaming" y "Talk It Out"
En febrero de 2019, Sultana tocó en sus espectáculos australianos más importantes hasta el momento, incluido un espectáculo con entradas agotadas en el Sidney Myer Music Bowl de Melbourne y el Riverstage de Brisbane. Su primer lanzamiento en el 2019 fue el sencillo independiente "Can't Buy Happiness", lanzado el 4 de abril. Luego, el 10 de julio, lanzó su primera colaboración, "Talk It Out", que contó con el cantante australiano Matt Corby. Su lanzamiento final en el 2019 fue el sencillo "Daydreaming", una colaboración con Milky Chance.

### 2020 – presente: transición al formato de banda en vivo y Terra Firma
A principios de 2020, anunció en las redes sociales que estaba reclutando miembros de la banda para sesiones en vivo y que no tocaría más presentaciones en solitario en el futuro previsible. El 26 de febrero, Sultana tocó su último show en vivo en solitario en el Sidney Myer Music Bowl de Melbourne como parte del festival de música de un día Down To Earth. El espectáculo estaba recaudando fondos para el alivio de los incendios forestales en Australia e incluyó actuaciones de Gang of Youths, Angus & Julia Stone, entre otras.
En abril de 2020 anunció que había encontrado miembros para la banda y que lanzaría su primer sencillo para 2020, "Pretty Lady", el 9 de abril. La pista se estrenó en triple j Breakfast el mismo día. Posteriormente, lanzó el video musical con una selección de fanáticos, amigos y familiares de todo el mundo bailando.
Su segundo álbum de estudio, Terra Firma, fue lanzado el 19 de febrero de 2021.
En 2023 lanzó los sencillos "James Dean", "New York" y "Bitter Lovers" como adelanto de su EP Sugar EP, el cual fue lanzado el 18 de agosto de ese año.

## Sonido
‘Jungle’, escrito sobre el amor hacia otro individuo, muestra la dedicación a la música auténtica, totalmente libre. La pista abre con un instrumental de dos minutos de largo. Es completamente inmersiva en la guitarra eléctrica, manipulada con un pedal de bucle. Tiene una agrupación de sonidos hechos a mano en los niveles individuales, sin defectos desconectados, pero armonizado de una manera que artistas modernos de rock rara vez se atreven a experimentar. La colección de capas encapsula a los oyentes e inmediatamente los sumerge en el mundo creado por Sultana, un mundo de ligera oscuridad y empoderamiento musical.

## Vida personal
Sultana se identifica como "de género fluido" y utiliza pronombres neutros. Según afirma: "No me importa si la gente dice they y them. Simplemente no me gusta que me llamen señorita, señora, reina o mujer".
Sultana vive con su pareja Jaimie, con quien se comprometió en 2020.

## Discografía
- Notion (EP) (2017)
- Flow State (2018)
- Terra Firma (2021)